# Zygaenosia lata
Zygaenosia lata är en fjärilsart som beskrevs av Rothschild och Jordan 1901. Zygaenosia lata ingår i släktet Zygaenosia och familjen björnspinnare. Inga underarter finns listade i Catalogue of Life.